# 安伯鎮區 (密歇根州)
安伯鎮區（英語：Amber Township）是位於美國密歇根州梅森縣的一個行政鎮區。

## 地方資料
安伯鎮區的面積為71.90平方千米，當中陸地面積為71.38平方千米，而水域面積為0.52平方千米。根據2020年美國人口普查的數據，當地共有人口2529人，而人口密度為每平方千米35.17人。